# Lista de filmes vencedores do Prémio Sophia de Melhor Filme
Esta é uma lista dos filmes vencedores do Prémio Sophia de Melhor Filme, principal prémio outorgado anualmente pela Academia Portuguesa de Cinema.

## História
O número máximo possível que um filme pode receber é de 17 Sophias, considerando 7 das 8 categorias principais  e as 10 categorias técnicas, contando que um filme somente pode integrar uma das duas categorias de Melhor Argumento. 
Desde a criação dos Prémios, de entre os vencedores do Sophia de Melhor Filme os filmes mais premiados foram Os Gatos não Têm Vertigens e Cartas da Guerra, com 9 Sophias conquistados.
De entre os vencedores do Sophia de Melhor Filme o filme mais nomeado foi Amor Impossível, com 17 nomeações.

## Filmes
| Filme                      | Ano  | Realizador                                 | Sophias | Sophias |
| Filme                      | Ano  | Realizador                                 | Soph.   | Nom.    |
| -------------------------- | ---- | ------------------------------------------ | ------- | ------- |
| Os Gatos Não Têm Vertigens | 2015 | António-Pedro Vasconcelos                  | 9       | 15      |
| Cartas da Guerra           | 2017 | Ivo Ferreira                               | 9       | 11      |
| A Herdade                  | 2020 | Tiago Guedes                               | 7       | 15      |
| São Jorge                  | 2018 | Marco Martins                              | 7       | 14      |
| Raiva                      | 2019 | Sérgio Tréfaut                             | 6       | 8       |
| Listen                     | 2021 | Ana Rocha de Sousa                         | 5       | 8       |
| Amor Impossível            | 2016 | António-Pedro Vasconcelos                  | 4       | 17      |
| A Última Vez que Vi Macau  | 2014 | João Pedro Rodrigues e João Guerra da Mata | 3       | 6       |
| Tabu                       | 2013 | Miguel Gomes                               | 2       | 9       |

| Legenda                         |
| Filme do ano com mais Sophias   |
| Filme do ano com mais Nomeações |